# .pr
Pour les articles homonymes, voir PR.
.pr est le domaine de premier niveau national (country code top level domain : ccTLD) réservé à Porto Rico.